# Resultados do Carnaval do Rio de Janeiro em 1961
Nesta página estão listados os resultados dos concursos de escolas de samba, frevos carnavalescos, ranchos carnavalescos e sociedades carnavalescas do carnaval do Rio de Janeiro do ano de 1961. Os desfiles foram realizados entre os dias 11 e 14 de fevereiro de 1961.
Estação Primeira de Mangueira conquistou seu nono título de campeã do carnaval carioca desfilando o enredo "Reminiscências do Rio Antigo", desenvolvido por Roberto Paulino e Darque Dias Moreira. O Salgueiro foi vice-campeão por meio ponto de diferença para a Mangueira. Últimas colocadas, Caprichosos de Pilares, Unidos de Padre Miguel e Acadêmicos de Bento Ribeiro foram rebaixadas para a segunda divisão.
Unidos do Cabuçu venceu o Desfile Intermediário, sendo promovida à primeira divisão junto com a vice-campeã, Tupy de Brás de Pina. Imperatriz Leopoldinense conquistou o título do Desfile Preliminar, sendo promovida à segunda divisão junto com a vice-campeã, União da Ilha do Governador.
Lenhadores ganhou a disputa dos frevos carnavalescos. Decididos de Quintino foi o campeão dos ranchos. O desfile das grandes sociedades foi dividido em duas noites e teve o Clube dos Embaixadores como vencedor.

## Escolas de samba

### Supercampeonato
O desfile da primeira divisão, chamado de Supercampeonato, foi organizado pela Associação das Escolas de Samba do Brasil (AESB) e realizado na Avenida Rio Branco, a partir das 20 horas do domingo, dia 12 de fevereiro de 1961.
| Ordem dos desfiles |
| 1. Mocidade Independente de Padre Miguel 2. Acadêmicos de Bento Ribeiro 3. Estação Primeira de Mangueira 4. Aprendizes de Lucas 5. Unidos de Padre Miguel 6. Caprichosos de Pilares 7. Unidos da Capela 8. Acadêmicos do Salgueiro 9. Império Serrano 10. União de Jacarepaguá 11. Portela |

#### Quesitos e julgadores
| As escolas foram avaliadas em cinco quesitos: 1. Bateria, Harmonia e Samba (letra e melodia) 2. Alegoria e Riqueza 3. Fantasia, Bandeira e Comissão de Frente 4. Enredo 5. Evolução e Coreografia da Porta-Estandarte e do Mestre-Sala | A comissão julgadora foi formada por: - Aloysio de Alencar Pinto - Eugênio Hirsch - Maria Clara Machado - Raimundo Nogueira - Tatiana Leskova |

#### Classificação
Estação Primeira de Mangueira foi a campeã, conquistando seu nono título na elite do carnaval carioca. No ano anterior, a escola foi declarada campeã junto com outras quatro agremiações. Acadêmicos do Salgueiro ficou com o vice-campeonato, por quatro pontos de diferença para a campeã, com um desfile sobre Aleijadinho.
| Legenda: Campeã Rebaixadas para o Grupo Intermediário * Sem informação disponível |

| Col. | Escola                                | Enredo                                                                       | Carnavalesco(a)                       | Pontos |
| ---- | ------------------------------------- | ---------------------------------------------------------------------------- | ------------------------------------- | ------ |
| 1    | Estação Primeira de Mangueira         | Reminiscências do Rio Antigo                                                 | Roberto Paulino e Darque Dias Moreira | 102,5  |
| 2    | Acadêmicos do Salgueiro               | Vida e Obra de Aleijadinho                                                   | Fernando Pamplona e Dirceu Néri       | 98,5   |
| 3    | Portela                               | Jóias das Lendas Brasileiras                                                 | Djalma Vogue                          | 95,5   |
| 4    | Império Serrano                       | Movimentos Revolucionários e Independência do Brasil - Inconfidência Mineira | Moacir Rodrigues                      | 87     |
| 5    | Unidos da Capela                      | Centenário de Rui Barbosa                                                    | *                                     | 70,5   |
| 6    | Aprendizes de Lucas                   | Nos Tempos de Aleijadinho                                                    | João Moleque                          | 55     |
| 7    | Mocidade Independente de Padre Miguel | Carnaval Carioca                                                             | Ari de Lima                           | 53,5   |
| 8    | União de Jacarepaguá                  | D. João VI no Brasil                                                         | *                                     | 53     |
| 9    | Caprichosos de Pilares                | Coroação de D. Pedro II                                                      | *                                     | 53     |
| 10   | Unidos de Padre Miguel                | Exaltação aos Ex-combatentes                                                 | *                                     | 49,5   |
| 11   | Acadêmicos de Bento Ribeiro           | Apoteose aos Grandes Vultos da Marinha                                       | *                                     | 42     |

### Desfile intermediário
O desfile da segunda divisão, chamado de Desfile Intermediário ou Campeonato, foi organizado pela AESB e realizado na Avenida Presidente Vargas, a partir das 20 horas do domingo, dia 12 de fevereiro de 1961.
| Ordem dos desfiles |
| 1. União de Vaz Lobo 2. Império da Tijuca 3. Unidos do Cabuçu 4. Unidos de Nilópolis 5. Cartolinhas de Caxias (Não desfilou) 6. Império do Marangá 7. Unidos de Bangu 8. Paraíso do Tuiuti 9. Filhos do Deserto 10. Unidos de Vila Isabel 11. União do Centenário 12. Unidos da Vila São Luís 13. Beija-Flor 14. Aprendizes da Boca do Mato 15. Unidos da Tijuca 16. Tupy de Brás de Pina 17. Flor do Lins |

#### Julgadores
A comissão julgadora foi formada por Ana Letícia; Gilberto Bréa; Maestro Gaia; e Maria Celina Simon.

#### Classificação
Unidos do Cabuçu foi a campeã, garantindo seu retorno à primeira divisão, de onde foi rebaixada em 1959. Vice-campeã, a Tupy de Brás de Pina também foi promovida ao primeiro grupo, de onde também foi rebaixada em 1959.
| Legenda: Promovidas ao Supercampeonato Rebaixadas para o Desfile Preliminar * Sem informação disponível |

| Col.                                 | Escola                     | Enredo                                                | Carnavalesco(a)                           | Pontos |
| ------------------------------------ | -------------------------- | ----------------------------------------------------- | ----------------------------------------- | ------ |
| 1                                    | Unidos do Cabuçu           | Relíquias do Rio Antigo                               | Moacir Soares e Alcebíades de Souza       | 92     |
| 2                                    | Tupy de Brás de Pina       | Seca no Nordeste                                      | Antônio José Soares                       | 83,5   |
| 3                                    | Unidos de Bangu            | Os Bandeirantes                                       | Maza                                      | 82     |
| 4                                    | Unidos de Vila Isabel      | A Imprensa Através dos Tempos                         | Gabriel do Nascimento                     | 80     |
| 5                                    | Filhos do Deserto          | Homenagem a Santos Dumont                             | *                                         | 76     |
| 6                                    | União do Centenário        | Anhanguera                                            | *                                         | 75,5   |
| 7                                    | Unidos da Tijuca           | Leilão de Escravos                                    | *                                         | 75     |
| 8                                    | Beija-Flor                 | Homenagem à Brasília                                  | Josefá                                    | 74     |
| 9                                    | Flor do Lins               | Um Dia na Primavera                                   | *                                         | 71     |
| 10                                   | Império da Tijuca          | Brasil em Três Épocas                                 | Nelson Fonseca, Jorge Melodia e Pequenino | 70     |
| 11                                   | Império do Marangá         | Vultos que Engrandeceram a História da Bahia          | *                                         | 68,5   |
| 12                                   | Unidos da Vila São Luís    | Reminiscências do Carnaval                            | *                                         | 60     |
| 13                                   | Aprendizes da Boca do Mato | Três Vultos da Independência do Brasil                | *                                         | 59,5   |
| 14                                   | Paraíso do Tuiuti          | Exaltação a Pedro Américo, Castro Alves e Rui Barbosa | Júlio Mattos                              | 59     |
| 15                                   | União de Vaz Lobo          | Chico Rei                                             | *                                         | 58     |
| 16                                   | Unidos de Nilópolis        | Guanabara em Foco                                     | *                                         | 46     |
| Cartolinhas de Caxias (Não desfilou) |                            |                                                       |                                           |        |

### Desfile preliminar
O desfile da terceira divisão, chamado de Desfile Preliminar, foi organizado pela AESB e realizado na Praça Onze, a partir das 20 horas do domingo, dia 12 de fevereiro de 1961.
| Ordem dos desfiles |
| 1. Acadêmicos do Engenho de Dentro 2. Universitária de Rocha Miranda 3. Paraíso da Floresta 4. Unidos do Coqueiro 5. Independentes de Mesquita 6. União da Ilha do Governador 7. Unidos de São Carlos 8. Unidos da Vila Santa Tereza 9. Unidos da Ponte 10. Unidos do Jacaré 11. Acadêmicos de Bonsucesso 12. Império de Campo Grande 13. Boa União de Coelho da Rocha 14. Unidos do Éden 15. Acadêmicos do Engenho da Rainha 16. Unidos do Jardim 17. Aprendizes da Gávea 18. Independentes do Leblon 19. Independentes do Zumbi 20. Imperatriz Leopoldinense 21. Unidos do Morro Azul |

#### Quesitos e julgadores
As escolas foram avaliadas em cinco quesitos.
| Quesito | Quesito     | Julgador       |
| ------- | ----------- | -------------- |
|         | Alegorias   | Vera Tormenta  |
|         | Bateria     | Estelinha Eg   |
|         | Coreografia | César Teixeira |
|         | Enredo      | Renato Perez   |
|         | Vestuário   | Renato Miguez  |

#### Classificação
Em seu segundo ano no carnaval carioca, a Imperatriz Leopoldinense foi campeã do Desfile Preliminar, conquistando sua promoção inédita à segunda divisão. Vice-campeã, a União da Ilha do Governador também foi promovida ao segundo grupo pela primeira vez. As escolas Aprendizes da Gávea, Independentes de Mesquita e Unidos do Morro Azul foram desclassificadas por infringirem itens do regulamento.
| Legenda: Promovidas ao Desfile Intermediário * Sem informação disponível |

| Col.             | Escola                          | Enredo                                              | Carnavalesco(a)                            | Pontos |
| ---------------- | ------------------------------- | --------------------------------------------------- | ------------------------------------------ | ------ |
| 1                | Imperatriz Leopoldinense        | Riquezas e Maravilhas do Brasil                     | Amaury Jório                               | 103,5  |
| 2                | União da Ilha do Governador     | Rio Sempre Rio                                      | Djalma                                     | 102    |
| 3                | Independentes do Leblon         | Musas Inspiradoras                                  | *                                          | 98     |
| 4                | Independentes do Zumbi          | José de Alencar e Suas Obras                        | *                                          | 93,5   |
| 5                | Unidos do Jacaré                | Trabalho na Roça                                    | *                                          | 88,5   |
| 6                | Unidos do Éden                  | Exaltação a Manuel da Cunha                         | *                                          | 84     |
| 7                | Unidos da Vila Santa Tereza     | Os Inconfidentes                                    | Alcides Fernandes de Castro e Arthur Nunes | 83     |
| 8                | Unidos de São Carlos            | Música, Poesia e Arte                               | José Coelho                                | 69,5   |
| 9                | Acadêmicos de Bonsucesso        | D. Pedro II, o Magnânimo                            | *                                          | 67,5   |
| 10               | Paraíso da Floresta             | Francisco Alves, o Rei da Voz                       | *                                          | 62,5   |
| 11               | Universitária de Rocha Miranda  | Riquezas do Brasil Gigante                          | *                                          | 58,5   |
| 12               | Unidos do Coqueiro              | Um Pouco de Gonçalves Dias                          | *                                          | 58,5   |
| 13               | Unidos da Ponte                 | Exaltação ao Estado da Guanabara                    | Carmelita Brasil                           | 50,5   |
| 14               | Unidos do Jardim                | Exaltação ao Marechal Deodoro                       | *                                          | 50     |
| 15               | Acadêmicos do Engenho da Rainha | Metamorfose Carioca                                 | Silvio Pedro                               | 42     |
| 16               | Acadêmicos do Engenho de Dentro | Homenagem à Imprensa Carioca                        | *                                          | 40     |
| 17               | Império de Campo Grande         | Brasil, Terra de Brasões, Berço de Heróis           | *                                          | 24     |
| 18               | Boa União de Coelho da Rocha    | Visconde de Cairu, Economista e Patrono do Comércio | *                                          | 22,5   |
| Desclassificadas |                                 |                                                     |                                            |        |
| 19               | Aprendizes da Gávea             | Exaltação a Rondon                                  | *                                          | 20,5   |
| 20               | Independentes de Mesquita       | Brasília, Sonho e Realidade                         | *                                          | 19,5   |
| 21               | Unidos do Morro Azul            | Conquista das Minas                                 | *                                          | 19     |

## Frevos carnavalescos
O desfile dos frevos foi realizado a partir das 19 horas do domingo, dia 12 de fevereiro de 1961, na Avenida Rio Branco.

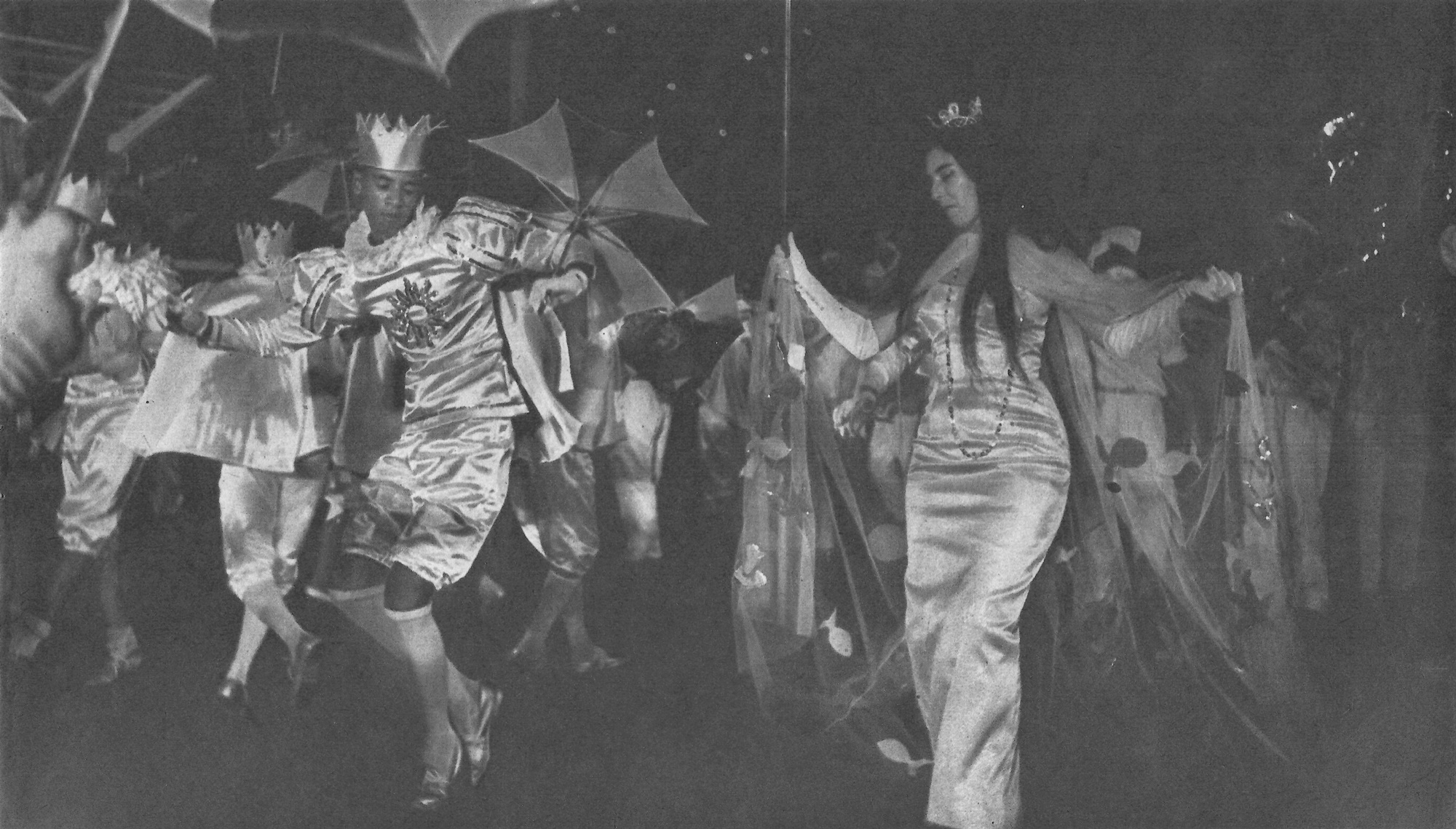
Desfile dos Lenhadores no carnaval de 1961.

| Ordem dos desfiles                                                                                |
| 1. Lenhadores 2. Pás Douradas 3. Vassourinhas 4. Batutas da Cidade Maravilhosa 5. Misto Toureiros |

### Julgadores
A comissão julgadora foi formada por Valdir Matos; Dirceu Néri; e Valdemar Cavalcanti.

### Classificação
Lenhadores foi campeão com um ponto de vantagem para o Misto Toureiros.
| Col. | Frevo                         | Enredo                         | Pontos | Premiação  |
| ---- | ----------------------------- | ------------------------------ | ------ | ---------- |
| 1    | Lenhadores                    | O Sol                          | 36     | Cr$ 40 mil |
| 2    | Misto Toureiros               | Delírios de Garimpeiros        | 35     | Cr$ 20 mil |
| 3    | Vassourinhas                  | Apoteose do Frevo na Guanabara | 30     | Cr$ 10 mil |
| 4    | Batutas da Cidade Maravilhosa | Eterna Cidade Maravilhosa      | 30     | -          |
| 5    | Pás Douradas                  | Recife, a Capital do Frevo     | 29     | -          |

## Ranchos carnavalescos
O desfile dos ranchos foi realizado na segunda-feira, dia 13 de fevereiro de 1961, na Praça Marechal Floriano.
| Ordem dos desfiles |
| 1. União dos Caçadores 2. Resedá 3. Índios do Leme 4. Unidos do Cunha 5. Unidos do Morro do Pinto 6. Azulões da Torre 7. Aliados de Quintino 8. Decididos de Quintino |

### Julgadores
A comissão julgadora foi formada por Eneida de Moraes; Lúcio Rangel; Haroldo Costa; Arlindo Rodrigues; e Kalma Murtinho.

### Classificação
Decididos de Quintino foi o campeão.
| Col. | Rancho                   | Enredo                                        | Pontos | Premiação   |
| ---- | ------------------------ | --------------------------------------------- | ------ | ----------- |
| 1    | Decididos de Quintino    | Leques Imperiais                              | 94     | Cr$ 100 mil |
| 2    | Unidos do Cunha          | Estado da Guanabara                           | 74     | Cr$ 60 mil  |
| 3    | Unidos do Morro do Pinto | Paquetá, Pérola da Guanabara                  | 71     | Cr$ 40 mil  |
| 4    | União dos Caçadores      | As Quatro Estações do Ano                     | 71     | Cr$ 30 mil  |
| 5    | Resedá                   | Queda da Monarquia e Proclamação da República | 63     | Cr$ 20 mil  |
| 6    | Índios do Leme           | Exaltação à Bahia                             | 50     | -           |
| 7    | Aliados de Quintino      | Guanabara, Folias de Momo                     | 44,5   | -           |
| 8    | Azulões da Torre         | As Rosas do Imperador                         | 39     | -           |

## Sociedades carnavalescas
O desfie das grandes sociedades foi dividido em duas noites. Um grupo desfilou no sábado, dia 11 de fevereiro de 1961; o outro grupo desfilou na terça-feira de carnaval, dia 14. O desfile do sábado foi classificado pela impressa como um fracasso. Marcado para começar às 20 horas, teve início somente às 23 horas e 30 minutos devido uma forte chuva que atingiu a cidade. Apenas o Clube dos Democráticos desfilou para os julgadores. As outras três sociedades desfilaram de madrugada, quando público e jurados já haviam deixado o local. O desfile da terça-feira teve início às 22 horas e transcorreu normalmente.
Ordem dos desfiles
| Sábado (11/02/1961)                                                                   | Terça-feira (14/02/1961)                                                                      |
| 1. Clube dos Democráticos 2. Fenianos 3. Tenentes do Diabo 4. Turunas de Monte Alegre | 1. Clube dos Cariocas 2. Clube dos Embaixadores 3. Embaixada do Sossego 4. Pierrôs da Caverna |

### Julgadores
A comissão julgadora foi formada por Quirino Campofiorito; De Figueiredo; Napoleão Muniz Freire; e Ferreira Gullar.

### Classificação
O Clube dos Embaixadores venceu a disputa. Fenianos; Tenentes do Diabo; e Turunas de Monte Alegre foram desclassificados por desfilarem após o horário estabelecido.
| Col. | Sociedade              | Pontos | Premiação   |
| ---- | ---------------------- | ------ | ----------- |
| 1    | Clube dos Embaixadores | 89     | Cr$ 150 mil |
| 2    | Embaixada do Sossego   | 57     | Cr$ 70 mil  |
| 3    | Pierrôs da Caverna     | 55     | Cr$ 45 mil  |
| 4    | Clube dos Cariocas     | 48     | -           |
| 5    | Clube dos Democráticos | 35     | -           |